# One-reeler / Act IV
One-reeler / Act IV — четвёртый и последний мини-альбом южнокорейско-японской проектной гёрл-группы IZ*ONE. Альбом был выпущен 7 декабря 2020 года лейблом Off The Record Entertainment. Он доступен в трёх версиях: Scene #1, Scene #2 и Scene #3, и состоит из шести треков, включая ведущий сингл «Panorama».

## Предпосылки и релиз
В начале ноября было объявлено, что Iz*One вернутся до конца года. 17 ноября было подтверждено, что группа выпустит свой четвёртый мини-альбом One-reeler / Act IV 7 декабря. Фото-тизеры группы и отдельные фотографии начали публиковаться с 23 ноября, показывая три разных концепта с названиями: «Panorama», «The Color of Youth», «Becoming One» и «Stay Bold». Первый фото-тизер, на котором изображен билет с именами всех участниц, а также надписью One-reeler: Act IV. На фотографии также указана дата выхода альбома. Кроме того, также был загружен клип, и в нём представлен экран с датой, которая, по-видимому, отображается через проектор. Первый тизер музыкального видео был выпущен неделей позже, 2 декабря, а на следующий день было выпущено попурри из альбома. Тизер их второго музыкального видео был выпущен 4 декабря. Клип длился около 30 секунд и показывает отдельные кадры участниц, в то время как инструментальная версия песни воспроизводилась в качестве музыкального фона.

## Продвижение
Группа провела двухчасовой шоукейс под названием «IZ* ONE One-reeler Premiere» 7 декабря в 18 часов вечера по восточному времени, которая транслировалась по всему миру через K-Pop каналы, такие как Mnet, M2 и Mnet Kpop, а также через различные платформы социальных сетей, включая YouTube-канал Stone Music, аккаунт группы в TikTok, VLive и YouTube-канал группы. Группа также исполнила «Panorama» и «Sequence» во время шоукейса.
6 декабря группа выступила с «Panorama» на Mnet Asian Music Awards 2020.

## Коммерческий успех
Группа получила двойную корону за неделю, возглавив как чарт физических альбомов, так и чарт цифровых загрузок с ведущим треком. Мини-альбом стал вторым альбомом группы, возглавившим корейский хит-парад альбомов после Heart*Iz (2019). Мини-альбом дебютировал на первом месте в чарте физических альбомов Gaon, но и Kit версия альбома также вошла в чарт отдельно на пятом месте. Несмотря на то, что мини-альбом был выпущен в Корее, он вошел в первую десятку японского чарта альбомов Oricon, достигнув восьмого места.

## Список треков
| №                   | Название                                    | Текст песни                        | Музыка                                 | Аранжировка                        | Длительность |
| ------------------- | ------------------------------------------- | ---------------------------------- | -------------------------------------- | ---------------------------------- | ------------ |
| 1.                  | «Mise-en-Scène»                             | Jung Ho-hyun (e.one)               | Jung Ho-hyun (e.one)                   | Jung Ho-hyun (e.one)               | 3:19         |
| 2.                  | «Panorama»                                  | KZ B.O. FAB                        | KZ Nthonius B.O. FAB Jayins Ji Ye-joon | Ung Kim FAB KZ Nthonius            | 3:42         |
| 3.                  | «Island»                                    | YOSKE Alive Knob                   | YOSKE Alive Knob                       | YOSKE Alive Knob Sean Oh           | 3:13         |
| 4.                  | «Sequence»                                  | Jung Ho-hyun (e.one)               | Jung Ho-hyun (e.one)                   | Jung Ho-hyun (e.one)               | 3:10         |
| 5.                  | «O Sole Mio»                                | SCORE (13) MEGATONE (13) EDEN (13) | SCORE (13) MEGATONE (13) EDEN (13)     | SCORE (13) MEGATONE (13) EDEN (13) | 3:30         |
| 6.                  | «Slow Journey» (느린 여행; Neurin yeohaeng) | Iggy Yongbae Kim Chae-won          | Iggy Yongbae Kim Chae-won              | Iggy Yongbae                       | 3:19         |
| Общая длительность: | Общая длительность:                         | Общая длительность:                | Общая длительность:                    | Общая длительность:                | 20:13        |

## Чарты
| Чарт (2020)              | Высшая позиция |
| ------------------------ | -------------- |
| Япония (Billboard Japan) | 11             |
| Япония (Oricon)          | 8              |
| Республика Корея (Gaon)  | 1              |

## Сертификация и продажи
| Регион      | Сертификация | Продажи |
| ----------- | ------------ | ------- |
| Южная Корея | —            | 450,549 |

## История релиза
| Регион           | Дата                | Формат                           | Лейбл                                                  |
| ---------------- | ------------------- | -------------------------------- | ------------------------------------------------------ |
| Республика Корея | 7 декабря 2020 года | CD цифровая дистрибуция стриминг | Off the Record Entertainment Stone Music Entertainment |
| Мир              | 7 декабря 2020 года | Цифровая дистрибуция стриминг    | Off the Record Entertainment Stone Music Entertainment |